# Paule Bayard
Pour les articles homonymes, voir Bayard.
Paule Bayard née le 17 juin 1930 et décédée à Montréal le 28 novembre 1975 à l'âge de 44 ans est une actrice québécoise surtout connue pour avoir prêté sa voix et avoir été la première manipulatrice de Bobinette dans l'émission Bobino.

## Biographie
Sa carrière derrière le castelet commence en 1952 dès le début de la télévision de Radio-Canada avec les émissions Pépinot et Capucine et Le Grenier aux images.
En 1969, au Théâtre de Quat'Sous, elle fait une prestation remarquée dans le spectacle Les Girls aux côtés de Clémence DesRochers, Louise Latraverse, Diane Dufresne et Chantal Renaud.  Par la suite, le spectacle sera présenté dans d'autres salles de spectacles, dont la Place-des-Arts, avant de partir en tournée un peu partout au Québec.

## Télévision et Cinéma
- 1952 : Pépinot et Capucine (série télévisée) : (deuxième voix de Capucine)
- 1952 à 1957 : Le Grenier aux images : Frisson des collines (voix et marionnettiste)
- 1954 : Chat piano (série télévisée) : voix et marionnettiste
- 1954 : Pépinot (série télévisée) : marionnettiste et deuxième voix de Capucine
- 1956-1957: Kimo (série télévisée): Le pingouin Arthur
- 1957 - 1961 : La Pension Velder
- 1958 : Le Courrier du roy (série télévisée) : Perle des bois
- 1959-1963: Le Grand Duc (série télévisiée)
- 1960 à 1962 : Le Moulin aux images (série télévisée) : l'âne Cadichon (voix et marionnettiste)
- 1960 à 1961 : Le Professeur Calculus : marionnettiste
- 1960 à 1973  : Bobino (série télévisée) : marionnettiste et voix de Bobinette
- 1965 : Charlemagne[2] (Precious Pup de Hanna-Barbera) : Mme Rose
- 1967 : Moi et l'autre (série télévisée) : dans l'épisode diffusé le mardi 2 mai 1967 : « Le Couvent ». Jocelyne Ste-Marie, intervieweuse
- 1971 : Tiens-toi bien après les oreilles à Papa
- 1974 : Bingo